# Monti dell'Abakan
I monti dell'Abakan (in russo: Абаканский хребет, Abakanskij chrebet) sono una catena montuosa della Siberia meridionale che prende il nome dal fiume Abakan. Si trovano in Russia, all'interno della Chakassia, dell'Oblast' di Kemerovo e della Repubblica dell'Altaj.

## Geografia
La catena è una continuazione verso sud dei Kuzneckij Alatau; si allunga per circa 300 km dalle sorgenti del fiume Tom', in direzione sud-ovest, verso il lago Teleckoe, incontrando i monti Saiani Occidentali. I monti dell'Abakan sono uno spartiacque tra il fiume Abakan (che appartiene al bacino dello Enisej) e gli affluenti di sinistra del Tom' (bacino dell'Ob'), e formano il confine sud-orientale della depressione di Kuzneck. La cima più alta è una vetta senza nome della cresta Čooček (1 984 m).

### Geologia e vegetazione
I monti sono composti da rocce metamorfiche e intrusive (granito, gabbro, diorite).
Sulle pendici (sotto i 1700 m) la vegetazione presenta le caratteristiche della taiga o foresta di conifere (abete, abete rosso, pino siberiano), ad altezze superiori della tundra di montagna. Lungo il pendio settentrionale della dorsale Abakan, sopravvivono le cosiddette "steppe dei mammut".